# Best day, best way
「best day, best way」（ベスト デイ ベスト ウェイ）は、LiSAの楽曲。彼女の3枚目のシングルとして2013年4月3日にアニプレックスから発売された。

## 概要
自身初のノン・タイアップシングルであり（ただし表題曲は発売から1年半を経た2014年10月よりTOKYO MXTV『カウントダウンTOKYO』のテーマソングとして起用されており、タイアップ曲となった）、前作「crossing field」から約8か月ぶりのシングル作品である。表題曲「best day, best way」は、LiSA曰くポップで「等身大のLiSAを表現した曲」で、作詞・作曲を手掛けた田淵智也には過去の経験が今の自分を支えるといった内容を盛り込むよう依頼したという。歌詞に登場する「オリーブ」は「Olive＝織部（LiSAの本名）」にかけたものでLiSAのSNSアカウントでも使用されている。PVは、皆が主役であることをアピールするためLiSAが照明やPAなどの裏方を演じる内容になっているが、パンダの着ぐるみを着てフライヤーを配るコミカルなシーンも収録されている。PVにエキストラとして参加している観客は、事前に公式サイトから募集をした。
また2020年4月より、サイトセブンTVにて放送されている海賊王船長タックシーズン8のOP曲としても使用されている。
シングルの2曲目「I'm a Rock star」は、LiSA曰く「アメリカのスクールロック」を表現した曲で、ピアノとストリングスが活躍している。なお完全数量生産限定盤に封入されているブックレットは同曲をテーマとしており、前半で自分の憧れの場所であるロサンゼルスに行き、後半で歌手として成功してから改めて同地に立ち寄る内容になっている。
一方3曲目「シロイトイキ」はLiSA自身の気持ちを綴った内容になっている。
シングルは初回生産限定盤・通常盤・完全数量生産限定盤の3タイプでリリースされ、初回生産限定盤には本曲のPVを収録したDVDが同梱され、完全数量生産限定盤には「I'm a Rock star」のPVを収録したDVDと48ページのブックレットが封入されている。

## 収録曲
| #         | タイトル                              | 作詞         | 作曲      | 編曲                             | 備考      | 時間  |
| --------- | ------------------------------------- | ------------ | --------- | -------------------------------- | --------- | ----- |
| 1.        | 「best day, best way」                | 田淵智也     | 田淵智也  | akkin                            |           | 4:44  |
| 2.        | 「I’m a Rock star」                   | LiSA・古屋真 | 磯崎健史  | akkin                            |           | 3:53  |
| 3.        | 「シロイトイキ」                      | LiSA         | やしきん  | akkin (ブラスアレンジ：本間将人) |           | 5:02  |
| 4.        | 「best day, best way -Instrumental-」 |              |           |                                  |           | 4:44  |
| 合計時間: | 合計時間:                             | 合計時間:    | 合計時間: | 合計時間:                        | 合計時間: | 18:23 |

DVD
| #  | タイトル                            | 作詞 | 作曲・編曲 |
| -- | ----------------------------------- | ---- | ---------- |
| 1. | 「best day, best way -MUSIC CLIP-」 |      |            |

| #  | タイトル                         | 作詞 | 作曲・編曲 |
| -- | -------------------------------- | ---- | ---------- |
| 1. | 「I’m a Rock star -MUSIC CLIP-」 |      |            |